# جایزه حقوق بشر فرانتس ورفل
جایزه حقوق بشر فرانتس ورفل (آلمانی: Franz-Werfel-Menschenrechtspreis) یک جایزه حقوق بشر از مرکز علیه اخراج فدراسیون اخراجیون (فرار و اخراج آلمانی‌ها (۱۹۴۵–۵۰))، مرکز علیه تبعید است. این جایزه به گروه‌هایی دراروپا تعلق می‌گیرد که از طریق کار سیاسی. هنری. فلسفی یا عملی، تخلفات از حقوق بشر چه با نسل‌کشی. پاکسازی قومی و نابودی عمدی گروه‌های ملی. قومی. نژادی یا مذهبی را افشا کرده‌اند.

## جایزه
پایه‌های این جایزه کنوانسیون‌های ۱۸۹۹ و ۱۹۰۷ لاهه، اعلامیه جهانی حقوق بشر سال ۱۹۴۸، قرارداد بین‌المللی غیر نظامیان و حقوق سیاسی ۱۹۶۶، قطعنامه کمیسیون حقوق بشر سازمان ملل متحد در ۱۹۹۸ و همین‌طور نتایج اجلاس شورای اروپا و سران کشورها و دولت‌های عضو شورای اروپا در کپنهاگ در  ۱۹۹۳و دیگر اطلاعیه‌هایی که توسط اتحادیه اروپا صادر شده‌اند می‌باشد.
این جایزه به نام شاعر مشهور اتریشی فرانتس ورفل (۱۹۴۵–۱۸۹۰) که کتابش چهل روز موسی داغ جابجایی ارامنه از ترکیه و نسل‌کشی ارامنه در سال ۱۶/۱۹۱۵ را به تصویر کشیده‌است.
این جایزه ۱۰٫۰۰۰ یورو به‌صورت نقدی است. اولین بار در سال ۲۰۰۳ اهدا شد و هر دو سال یک بار در کلیسای سنت پل شهر فرانکفورت آلمان اهدا می‌شود.

## هیئت داوران
- آرک دوک اتو فن هابسبورگ- عضو اسبق پارلمان اروپا، مدیر اتحادیه بین‌المللی پان اروپایی، عضو سابق خانواده سلطنتی اتریش-مجارستان
- کلاوس هانش، رئیس سابق پارلمان اروپا
- هلگا هرش، روزنامه‌نگار، گزارشگر سابق دی تسایت و دی ولت در لهستان
- میلان هراکک، عضو مؤسس اتحاد ۹۰/سبزهای آلمان، عضو سابق پارلمان اروپا
- هیلمار کوپر، رئیس سابق دویچه بانک
- رودیگر سافرانسکی، نویسنده و فیلسوف
- اریکا استاینباخ، عضو بوندستاگ و مدیر فدراسیون اخراجی‌ها

## اعضای سابق هیئت داوران
- پیتر گلوتز، استاد دانشگاه، سناتور سابق، عضو پارلمان از حزب سوسیال دموکرات آلمان و دبیرکل (۲۰۰۳ تا ۲۰۰۵ درگذشت)
- دانیل کوهن بندیت، رئیس گروه سبزها در پارلمان اروپا
- گئورگی کنراد، نویسنده و رئیس سابق آکادمی در کونست در برلین (۲۰۰۳ تا ۲۰۰۷)[۲]
- رالف جیوردانو، نویسنده.
- لنارت مری، نویسنده و رئیس‌جمهور سابق استونیا (۲۰۰۳ تا ۲۰۰۶ درگذشت)
- اتو گراف لامبسدرف، دبیرکل سابق حزب دموکرات آزاد آلمان و عضو کابینه فدرال آلمان (۲۰۰۳ تا ۲۰۰۹ درگذشت)

## برندگان جایزه

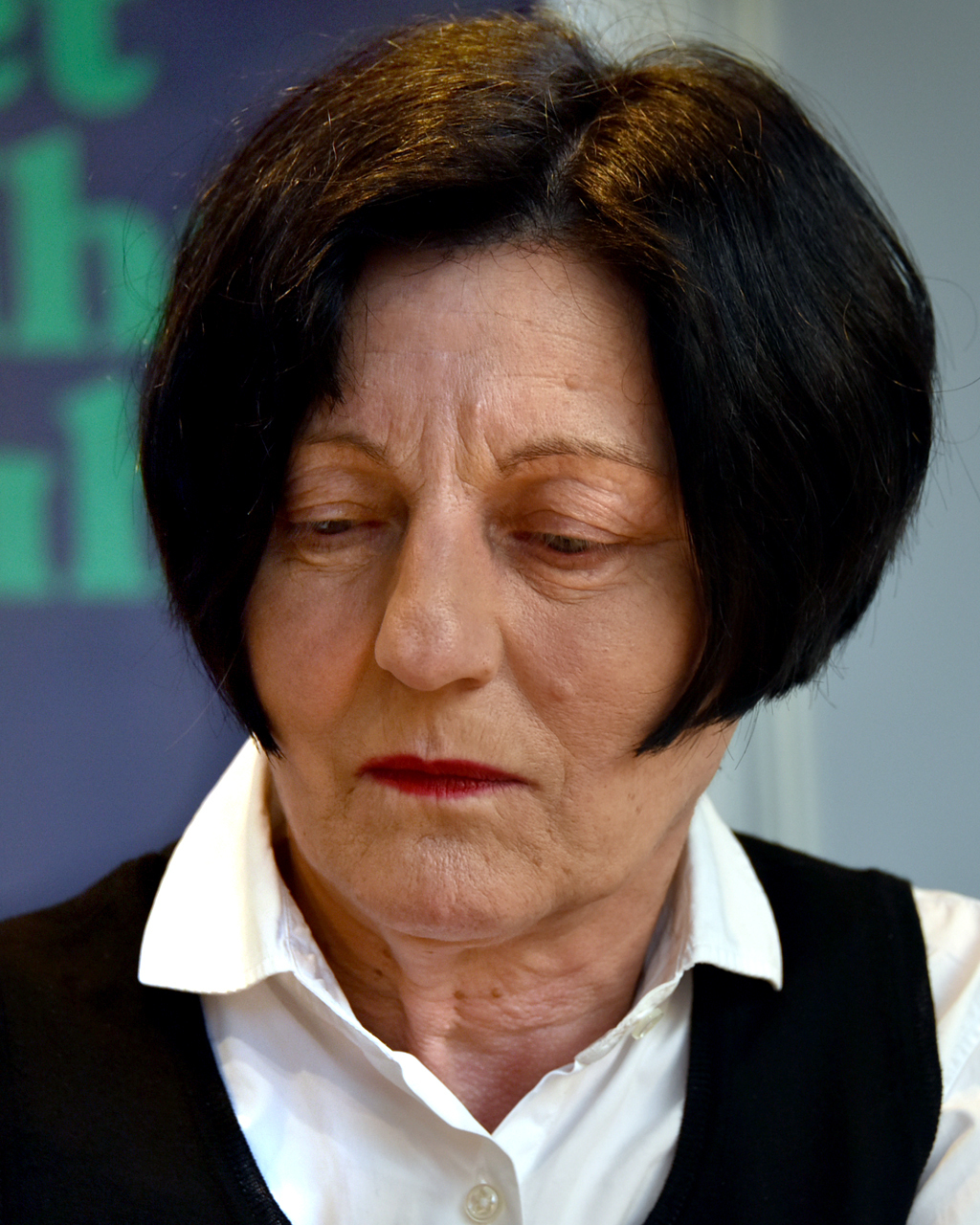
هرتا مولر ، برنده جایزه سال ۲۰۰۹ بخاطر کتابش «هرچه دارم با خودم می‌برم»

### ۲۰۰۳
- مهران دباغ ( المان)، برای کار علمی او در زمینه تحقیقات نسل‌کشی، بر روی تاریخ آزار امریکایی‌ها و پیامدهای فعلی آن.
- آغازگران «صلیب هماهنگی» در تپلیتسه ناد متویی
- تپلیتسه ناد متویی در جمهوری چک ، برای افتتاح صلیب برای المانی های جنوب که در بوکووا هورا  در ۱۹۴۵کشته شدند. و برای تمامی قربانیان درگیری های ملی از این منطقه و برای حرکت شجاعانه دیالوگ بین آلمان ها و چک ها.
- ورا ویتوا، شهردار تپلیتسه ناد متویی
- پتر کولیسک، فعال سیاسی
- یان پینیوس فعال سیاسی

### ۲۰۰۵
- اسقف فرانجو  کوماریکا ( بوسنی و هرزه گوین)

### ۲۰۰۷
- گئورگی کنراد[۲]

### ۲۰۰۹
- هرتا مولر، به‌ویژه برای رمان «هر چه من دارم با خودم می برم» [۳]

### ۲۰۱۰
دیوید وندراسک

### ۲۰۱۲
کارل شلوگل

### ۲۰۱۴
ریک اوسترمن 

### ۲۰۱۶
فریا کلیر 

## ۲۰۱۸
مایکل ولفسون. تاریخ نگار آلمانی.

## ۲۰۲۱
یوآخیم گاوک، سیاستمدار آلمانی